# فهرست قنات‌های شهرستان قزوین
جدول زیر براساس آمار وزارت جهاد کشاورزی تهیه شده‌است. فهرست زیر قنات‌های شهرستان قزوین در استان قزوین را نشان می‌دهد.
| نام قنات       | موقعیت                              | نزدیک‌ترین روستا | طول قنات (متر) | تعداد میله چاه | عمق مادر چاه | دبی (لیتر بر ثانیه) | سطح زیر کشت (هکتار) |
| -------------- | ----------------------------------- | --------------- | -------------- | -------------- | ------------ | ------------------- | ------------------- |
| احمدابر        | بخش مرکزی شهرستان قزوین             | احمدابر         | ۱۸۰۰           | ۱۳۵            | ۱۸           | ۱۵                  | ۱۲۰                 |
| ارشت           | بخش مرکزی شهرستان قزوین             | ارشت            | ۳۰۰            | ۱۰             | ۱۵           | ۱۰                  | ۳۰۰                 |
| اشنتان         | بخش مرکزی شهرستان قزوین             | اشنتان          | ۱۱۰۰           | ۰              | ۰            | ۸                   | ۴۰                  |
| امیرآباد       | بخش مرکزی شهرستان قزوین             | امیرآباد        | ۷۰۰            | ۰              | ۰            | ۶                   | ۷                   |
| اک             | بخش مرکزی شهرستان قزوین             | اک              | ۸۵۰            | ۰              | ۰            | ۵                   | ۸                   |
| بوئینک         | بخش مرکزی شهرستان قزوین             | بوئینک          | ۱۰۰۰           | ۲۵             | ۲۰           | ۲۰                  | ۵۰                  |
| بچینک          | بخش مرکزی شهرستان قزوین             | بچینک           | ۱۲۰۰           | ۲۶             | ۲۰           | ۳۰                  | ۷۰                  |
| بکندی          | بخش مرکزی شهرستان قزوین             | بکندی           | ۷۰۰            | ۱۵             | ۱۸           | ۱۲                  | ۷۰                  |
| حسام‌آباد       | بخش مرکزی شهرستان قزوین             | حسام‌آباد        | ۴۰۰            | ۹              | ۲۰           | ۱                   | ۱۰                  |
| حسین ابر       | بخش مرکزی شهرستان قزوین             | حسین ابر        | ۲۰۰۰           | ۰              | ۰            | ۰                   | ۰                   |
| حمیدآباد       | بخش مرکزی شهرستان قزوین             | حمیدآباد        | ۲۰۰۰           | ۴۷             | ۳۵           | ۲۵                  | ۵۰                  |
| دستجرد         | بخش مرکزی شهرستان قزوین             | دستجرد          | ۱۰۰۰           | ۰              | ۰            | ۷                   | ۳۰                  |
| دستجردشریف‌آباد | بخش مرکزی شهرستان قزوین             | دستجردشریف‌آباد  | ۵۰۰            | ۱۰             | ۱۰           | ۱۵                  | ۱۰۰                 |
| دودهه          | بخش مرکزی شهرستان قزوین             | دودهه           | ۲۰۰۰           | ۷۰             | ۲۰           | ۲                   | ۱۵۰                 |
| زویار          | بخش مرکزی شهرستان قزوین             | زویار           | ۱۰۰۰           | ۰              | ۰            | ۳٫۵                 | ۱۱                  |
| سلطان‌آباد      | بخش مرکزی شهرستان قزوین             | سلطان‌آباد       | ۱۸۰۰           | ۰              | ۰            | ۸                   | ۴۰                  |
| سنجانک         | بخش مرکزی شهرستان قزوین             | سنجانک          | ۱۵۰۰           | ۱۳۲            | ۱۸           | ۲۰                  | ۱۵۰                 |
| شترک           | بخش مرکزی شهرستان قزوین             | شترک            | ۱۰۰۰           | ۰              | ۰            | ۸                   | ۶۰                  |
| شیراصفهان      | بخش مرکزی شهرستان قزوین             | شیراصفهان       | ۱۴۵۰           | ۰              | ۰            | ۴                   | ۲۰                  |
| مجرد           | بخش مرکزی شهرستان قزوین             | مجرد            | ۲۰۰۰           | ۳۵۰            | ۲۴           | ۳۰                  | ۴۰۰                 |
| محمودآباد      | بخش مرکزی شهرستان قزوین             | محمودآباد       | ۷۰۰            | ۰              | ۰            | ۵                   | ۹                   |
| ناصرآباد       | بخش مرکزی شهرستان قزوین             | ناصرآباد        | ۶۹۰            | ۰              | ۰            | ۴                   | ۱۰                  |
| نظام‌آباد       | بخش مرکزی شهرستان قزوین             | نظام‌آباد        | ۳۰۰۰           | ۴۰             | ۳۵           | ۱۶                  | ۰                   |
| هادی‌آباد       | بخش مرکزی شهرستان قزوین             | هادی‌آباد        | ۱۲۰۰           | ۰              | ۰            | ۷                   | ۱۲                  |
| همت‌آباد        | بخش مرکزی شهرستان قزوین             | همت‌آباد         | ۹۰۰            | ۰              | ۰            | ۲٫۵                 | ۱۴                  |
| چاریز          | بخش مرکزی شهرستان قزوین             | چاریز           | ۱۵۰۰           | ۰              | ۰            | ۵                   | ۲۵                  |
| چرشدره         | بخش رودبار الموت غربی شهرستان قزوین | چرشدره          | ۶۰۰            | ۰              | ۰            | ۲٫۵                 | ۳                   |
| کاکوهستان      | بخش مرکزی شهرستان قزوین             | کاکوهستان       | ۱۷۵۰           | ۰              | ۰            | ۵                   | ۱۵                  |
| کنگرین         | بخش مرکزی شهرستان قزوین             | کنگرین          | ۱۰۰۰           | ۰              | ۰            | ۳                   | ۱۵                  |
| کودانه         | بخش مرکزی شهرستان قزوین             | کودانه          | ۱۷۰۰           | ۰              | ۰            | ۷                   | ۳۰                  |
| کیخنان         | بخش مرکزی شهرستان قزوین             | کیخنان          | ۲۵۰            | ۱۰             | ۱۷           | ۱۰                  | ۱۰۰                 |
| گزنه           | بخش مرکزی شهرستان قزوین             | گزنه            | ۱۶۰۰           | ۳۵             | ۱۵           | ۱۰                  | ۱۵۰                 |

این قنات ها میراث فرهنگی کشور عزیزمان ایران هستند قنات هایی که اجدادمان سال ها برای بوجود آوردنش تلاش کرده اند واوج هنر ایرانیان باستان را نشان میدهد که عمر برخی از این قنات ها از جمله قنات حمیدآباد به بیش از هزار سال میرسد . هر قنات حکم یک زندگی و آبادی را داشته است ولی چرا نباید از سوی هیچ ارگانی حمایت شوند روز به روز از تعداد این قنات ها کاسته میشود و کسی پیگیر نیست بیایید از خواب غفلت بیدار شویم...